# GZA
Гэри Эрл Грайс (англ. Gary Earl Grice; род. 22 августа 1966), выступающий под сценическим именем GZA (Джиза) — американский рэпер, автор песен. Является одним из основателей хип-хоп коллектива Wu-Tang Clan. Также является единственным членом этого коллектива, успевшим выпустить сольный альбом до образования группы в 1991 году. Является двоюродным братом RZA и Ol' Dirty Bastard.
Второй сольный диск GZA, «Liquid Swords» 1995 года — стильная, выдержанная пластинка, которая многими критиками признана вообще лучшей из всех сольных работ участников группы. Её отличают знаменитая рисованная обложка (два воина с мечами на поверхности шахматной доски) и совершенно перепутанный трек-лист. На этом диске RZA как битмейкер предложил "осенний", дождливо мрачный саунд, а Genius поразил энциклопедичностью и выверенностью текстов, темы которых затрагивали как личную браваду, так и воспоминания о взрослении среди уличной жизни в Нью-Йорке и противостояние с гегемонией крупных музыкальных лейблов. Гений и далее на протяжении всей карьеры зарекомендовал себя одним из наиболее техничных и образованных эмси, свои тексты он пишет неделями, поднимая информацию по теме в книгах и интернете.
GZA выпустил свой третий сольный альбом «Beneath the Surface» в 1999 году, также с запоминающейся обложкой (огромный штамп «G» на поверхности планеты при взгляде из космоса), но с гораздо более мягким мелодичным звучанием, обеспеченным на этот раз приближенными к RZA молодыми битмейкерами. Альбом вызвал смешанные чувства слушателей.
После достойного участия на 3-й и 4-й пластинках Клана, GZA выпустил свой 4-й диск «Legend Of The Liquid Sword» в 2002. При традиционно высоком уровне рифм альбом содержал музыку смешанного качества и ничего к авторитету Гения не добавил.
Зато в 2005 Джиза скооперировался с DJ Muggs из Cypress Hill, и они вдвоем записали концептуальный альбом «Grandmasters», темы всех треков которого связывает общая нить — увлечение артистов шахматами. Альбом продемонстрировал приближенный к винтажному вутанговский саунд (что начиная с 2000 года случалось с клановцами далеко не всегда) и утвердил Гения как едва ли не лучшего сочинителя-текстовика во всем традиционном хип-хопе. Пластинка вызвала одобрение у фан-базы, завоевала артистам новых поклонников и даже продолжилась альбомом инструменталов и затем альбомом ремиксов.
Его последний альбом, «Pro Tools», 2008 года вернулся к Клановскому звучанию и полностью игнорировал модные на тот момент тенденции в хип-хопе. Заявленный следом в начале 2010-х годов следующий LP "Dark Matter" так и не увидел свет.
GZA является режиссёром многих клипов Wu-Tang Clan.

## Дискография

### Студийные альбомы
- Words from the Genius (1991)
- Liquid Swords (1995)
- Beneath the Surface (1999)
- Legend of the Liquid Sword (2002)
- GrandMasters (совместно с DJ Muggs) (2005)
- Pro Tools (2008)

### Синглы
- Come Do Me (1991)
- Words From A Genius (1991)
- Who's Your Rhymin' Hero (1991)
- Pass The Bone  (1994)
- I Gotcha Back (1994)
- Liquid Swords (1995)
- Cold World (1995)
- Shadowboxin' (1996)
- Crash Your Crew (1999)
- Breaker, Breaker (1999)
- Knock, Knock (2002)
- Fame (2002)
- General Principles (2005)

## Фильмы
- Человек с железными кулаками — 2012